# Астор, Уильям Винсент
Уильям Винсент Астор (англ. William Vincent Astor; 15 ноября 1891, Пятая авеню, Манхэттен — 3 февраля 1959, Нью-Йорк) — американский бизнесмен и филантроп из рода Асторов.

## Начало жизненного пути
Уильям Винсент Астор родился 15 ноября 1891 года на Пятой авеню в особняке, в котором жила его бабушка Кэролайн Астор, светская львица. Он был сыном Джона Джейкоба Астора IV, миллионера и изобретателя, и его первой жены, Авы Лоули Уиллинг, красивой, образованной и избалованной наследницы из Филадельфии. Общество называло супругов «Красавица и чудовище».

## Детство и получение наследства
Винсент пережил трудное детство. Его тщеславную мать смущала его схожесть с отцом, за что она унижала его при людях. К тому же, брак его родителей был далёк от совершенства. Они в конечном итоге развелись в 1909 году и 9 сентября 1911 года Джейкоб Астор женился на Мадлен Форс-Астор, 18-летней красавице, которая была на год моложе его сына. В 1919 году мать Винсента Ава вышла замуж за британского дворянина Томаса Листера. Будучи студентом Гарварда, в 1912 году Винсент унаследовал примерно 200 млн долл. США, когда его отец погиб в результате крушения «Титаника».

## Филантропия
Винсент Астор был, по словам биографа семьи Астор Дерека Вильсона, «до сих пор неизвестное явление в Америке: представитель семейства Астор с высоко развитым чувством социальной справедливости». Ему было 20 лет, когда погиб его отец. Унаследовав огромное состояние, Винсент Астор бросил Гарвардский университет. Ему хотелось изменить имидж его семьи, пользующейся славой скупых и надменных владельцев трущоб, наслаждавшихся жизнью за счёт других. Со временем, он продал комплекс домов в трущобах Нью-Йорка, принадлежавших его семье, и вложил деньги в солидные предприятия, тратя много времени и энергии на помощь людям. Он возвёл большой жилой комплекс в Бронксе, где он отвёл большой участок земли для детской игровой площадки, а также в Гарлеме, где он также преобразовал значительный участок земли на строительство игровой площадки для детей.
Он оказался на 12 месте в списке богатейших людей Америки, согласно списку, составленному журналом «Forbes». Его состояние оценивалось на тот момент в 75 млн долл. США.
В числе его владений был журнал «Newsweek», штаб-квартира которого была одно время в бывшей нью-йоркской гостинице «Никербокер», построенной отцом Винсента Астора, который управлял журналом. Он также унаследовал здание «Фернклифф», в котором родился его отец. Винсент Астор был последним владельцем Фернклиффа. После его смерти в 1959 году, здание было передано, согласно его завещанию, бенедиктинской больнице в Кингстоне, Нью-Йорке, а в 1964 году его вдова, Брук, подарила оставшийся участок земли Фернклиффа лесному заповеднику.

## Смерть
Винсент умер в 1959 году от сердечного приступа, оставив все свои деньги Брук, причём неожиданно большую сумму. Он был последним, родившимся в семье Асторов и принадлежавших к числу самых богатых людей в США (согласно журналу «People)».
Джон Джейкоб Астор VI, единородный брат Уильяма, с которым он никогда не был в хороших отношениях, пытался оспорить его завещание, но проиграл дело.
Уильям Астор похоронен на кладбище «Сонная лощина» в Сонной Лощине (штат Нью-Йорк).

## Гора Астор
Гора в Антарктиде названа в его честь. Гора Астор расположена в группе гор Хейс хребта Куин-Мод на высоте 3710 м, была названа контр-адмиралом Ричардом Бэрдом во время его экспедиционного полета на Южный полюс в ноябре 1929 года. Астор внес свой вклад в эту экспедицию как филантроп.